# 媽媽我真的愛你
《媽媽我真的愛你》是香港亞洲電視製作的劇集，監製連熾勳。全劇共81集，2004年4月12日首播。

## 劇情簡介
蘇笑娥本是個平凡「師奶」平素勤儉持家愛護家人由於熱衷幫助朋友所以大家都暱稱為「娥媽媽」笑娥與的士司機何乃松結婚廿多年先後誕下三女---以娟、以嬌和以紅；可乃松始終因為未有男丁繼後心中戚戚然。
以娟醫科學生獲保送赴英進修離港當日乃松突然失踪，笑娥憂心如焚。笑娥生計困難，獲街坊介紹到「週記茶餐廳」工作。其後更與店中員工如肥彭、寶姐、天哥、馬仔、阿龍等人成為休戚與共的好友。
曾直與笑娥昔日戀人因其母謝二卿從中作梗，而未諧鴛夢，多年來一直未娶。曾直因救笑娥之故沒應考語文教師基準試，被任教學校裁掉，二卿得知此事與笑娥有關不滿更甚。曾直動用其遣散金助笑娥把茶餐廳接手過來並更名為「娥媽媽茶餐廳」。
此時以娟輟學返港，鄰人林培生多年來一直暗戀以娟。但以娟卻愛上其友梁卓輝，不久更懷了樑的骨肉。其後卓輝搭上了大商家寧世博之女寧若晞，欲拋棄以娟。但卓輝始終深愛對方，二人卒重修舊好準備結婚。豈料婚禮前夕卓輝死於交通意外，以娟因悲傷過度而流產變得神智迷糊…以娟住院之際竟把路過者方四正誤認作卓輝，但四正並沒說穿反而多方協助以娟回復健康。
四正為了親近以娟到茶餐廳當雜工，笑娥發現四正見識不俗對其身份開始懷疑，原來四正是大馬拿督之子。經常裝成窮小子到處遊歷笑娥非貪財之人，只望四正可填補以娟心內空虛所以大力推動二人相好四正力追之下終贏得美人歸。

## 演員表

### 何家
| 演員   | 角色   | 暱稱／關係 |
| 白彪   | 何乃松 | 潮州松 的士司機 蘇笑娥前夫 冼愛美丈夫 何以娟、何以嬌、何以紅、聰仔父親 |
| 鮑起靜 | 蘇笑娥 | 娥媽、娥媽媽 娥媽媽茶餐廳老闆 何乃松前妻 何以娟、何以嬌、何以紅母親 程水龍契姐 高芬表姑姐                                                                                                 |
| 陳煒   | 何以娟 | 阿娟 大學醫科學生 何乃松、蘇笑娥大女 梁卓輝女友，懷有其骨肉，但因他另結新歡而分手，後來復合，但結婚當日遇交通以外導致新郎和胎兒身亡，後來結識阿正並經過一些波折就跟他結婚，最後也再度懷孕 |
| 舒燕   | 何以嬌 | 阿嬌 中學生 何乃松、蘇笑娥二女 單戀陳豹，後與其一起，他入獄後願意等他 |
| 林穎彤 | 何以紅 | 紅紅 小學生 何乃松、蘇笑娥幼女 |
| 饒佩君 | 冼愛美 | 阿美 何乃松二奶，後妻子 程水龍前妻 榮仔、聰仔母親 因懷有男胎而逼何乃松跟蘇笑娥離婚，經常討厭娥媽，但後來因娥媽出錢醫他幼子的血癌而對她改觀                                                |
| 李彥良 | 榮仔   | 何乃松繼子 洗愛美、程水龍兒子 |
|        | 聰仔   | 何乃松、洗愛美兒子 |

### 曾家
| 演員   | 角色   | 暱稱／關係 |
| 譚倩紅 | 謝二卿 | 謝校長 退休校長 曾直母親 |
| 潘志文 | 曾直   | 曾Sir 中學老師 謝二卿兒子 從年輕時一直喜歡蘇笑娥，但一直被母親反對，後被母親要求他回鄉下娶趙笑梅，二人後來準備迎接嬰兒，但他不幸為保護娥媽而被電死                     |
| 王薇   | 趙笑梅 | 阿梅 曾直妻子，與內地相親認識，並與其新婚，不久後發現不育，但經高醫師調理而成功懷孕，後來曾Sir死後被周老闆騙去所有財產，原本想自殺，但最終因娥媽一番說話而珍惜自己生命 |

### 娥媽媽茶餐廳
| 演員   | 角色   | 暱稱／關係                                                                                       |
| 鮑起靜 | 蘇笑娥 | 娥媽、娥媽媽 茶餐廳老闆                                                                          |
| 潘志文 | 曾直   | 曾Sir 茶餐廳大股東                                                                               |
| 樓南光 | 程水龍 | 龍哥 茶餐廳外賣佬 冼愛美前夫 榮仔親父 剛剛出獄，不久後加入茶餐廳工作，並與蘇笑娥上契             |
| 楊維理 | 莫奕天 | 阿天 茶餐廳水吧                                                                                  |
| 劉錫賢 | 肥彭   | 茶餐廳大廚 與高芬喝醉並發生關係後被其視為禽獸，但後來高芬發現懷孕並對其改觀而決定結婚            |
| 黃文慧 | 寶姐   | 茶餐廳清潔 與Dr. Sit在曲藝社認識，誤以為其為色狼，後發然是一場誤會，後來與其來往，最後接受其求婚 |
| 蔡國威 | 馬仔   | 茶餐廳樓面                                                                                       |

### 林家／周家
| 演員   | 角色   | 暱稱／關係 |
| 黎石雲 | 周永麗 | 林太 海味舖老闆娘 周永森家姐 林培生母親 |
| 冼灝英 | 周永森 | 周老闆 茶餐廳老闆 周永麗細佬 林培生舅父 因欠下巨債而騙蘇笑娥頂手茶餐廳並走路，後來回來並自稱出家為僧，但失是回來騙財，把家姐和阿梅的財產騙走，最後被公安拘捕                                                                          |
| 秦啟維 | 林培生 | 阿生 周永麗兒子 周永森外甥 一直喜歡何以娟，但被其多次拒絕，並有一次喝醉後被肥彭送到去馬檻便認識了被迫賣淫的鍾彩霞，不久後再次遇見她並協助她逃走，與其回內地一起生活，後回來探其母，其間被車撞，失去了左腳，最後得母親支持其與阿霞來往 |

### 其他演員
| 演員   | 角色     | 暱稱／關係 |
| 林志豪 | 梁卓輝   | Kelvin 時裝店老闆 林培生好友 何以娟男友，但後結識寧若晞，並一腳搭兩船，但後來與阿娟和好，並準備結婚，但結婚當日遇交通意外身亡                                                                            |
| 吳廷燁 | 陳豹     | 豹哥 古惑仔，跟隨豪哥 小時開始喜歡何以娟，但被拒絕，後被何以嬌單戀，不久後與其發展，但後來為助林培生和鍾彩霞而跟火鑽結怨，並為救阿嬌而錯手殺死對方，被判入獄八年，但後來上訴減刑至三年，出獄後向阿嬌求婚 |
| 袁文傑 | 方四正   | 阿正 馬來西亞華僑 大馬拿督兒子 在何以嬌精神出現問題時救了她，並被其當為已死去的梁卓輝，後真的喜歡了阿娟，但初時假扮窮人，但最後被其接受並與其結婚                                                        |
| 卓慧敏 | 寧若晞   | Wendy 寧世博女兒 於何以娟手上搶走其男友Kelvin，但最終不歡而散，後來發現阿正也喜歡何以娟所以繼續針對她，但因被阿正惡意拋售其父親集團的股票而向她道歉                                                      |
| 李子奇 | Dr. Sit  | 醫學系教授 曾經與何以娟有衝突，但最後與其和好，娥媽入院後由他為其做手術，另外認識寶姐並最後對其求婚 |
| 杜挺豪 | 葉東昇   | 葉律師 律師 宗嬸兒子 何以娟師兄 |
| 陳麗雲 | 宗嬸     | 清潔工人 葉東昇母親 |
| 葉婷芝 | 鍾彩霞   | 阿霞 內地女子 被騙落香港賣淫，但逃走時被林培生所救，兩人回內地生活 |
| 黃麗梅 | 高芬     | 高醫師 中醫師 蘇笑娥表姪女 與肥彭喝醉並發生關係後視視為禽獸，但後來發現懷孕並對其改觀而決定結婚 |
| 陳寶轅 | 沈立強   | 強哥 強豹集團主席 陳豹砂煲兄弟 受陳豹委託照顧阿嬌，但後來喜歡了她 |
| 梁皓楷 | 阿財     | 陳豹手下 |
| 黃慧敏 | 阿莎     | 何以嬌同學 |
| 馮國   | 寧世博   | 寧氏集團主席 寧若晞父親 |
| 甄思羽 | Eddie    | 梁卓輝員工 |
| 張雷   | 火鑽     | 扯皮條，跟隨基哥 逼使鍾彩霞賣淫，因其逃走時被陳豹掩護而跟他結怨，並挾持何以嬌，最後在掙扎中被其誤殺 |
| 區騰駿 | 老鼠     | 火鑽手下 |
| 關鍵   | 霞父     | 鍾彩霞父親 |
| 饒芷均 | 霞母     | 鍾彩霞母親 |
| 曾贊安 | 主控官   | 陳豹謀殺案主控 |
| 譚榮傑 | 阿標     | 沈立強司機 |
| 黃允財 | 正父     | 馬來西亞拿督 方四正父親 |
| 謝雪心 | 正母     | 馬來西亞拿督夫人 方四正母親 |
| 趙煒林 | 歐陽醫生 | 醫生 |